# Mortimer Mouse
Mortimer Mouse est le nom anglais de plusieurs souris anthropomorphes de l'univers de Mickey Mouse. Ce prénom a souvent été traduit différemment en français, ce qui explique cette ambiguïté. Par ailleurs, "Mortimer" était le nom initialement donné à Mickey par Walt Disney avant que sa femme lui conseille d'en changer.

## Oncle Mortimer: l'oncle de Minnie
Apparu pour la première fois dans la bande dessinée Mickey dans la vallée infernale (Mickey Mouse In Death Valley) de  Floyd Gottfredson en 1930, Oncle Mortimer  (Mortimer Mouse en VO, appelé Radeville dans les premières versions françaises) est l'oncle de Minnie Mouse.

## Ratino: le rival de Mickey
Mortimer Mouse (Ratino en français) est le rival de Mickey auprès de Minnie depuis 1936 avec le court-métrage Le Rival de Mickey. On le retrouve par la suite dans de nombreux dessins animés ainsi que dans la série télé Disney's tous en boîte (Disney's House of Mouse).
Il possède un aspect physique et graphique proche de Maître Chicaneau. 
Le personnage de Mortimer est jouable dans le jeu Disney Golf (2002).

### Filmographie
- 1936 : Le Rival de Mickey (Mickey's Rival)
- 1999 : Mickey, il était une fois Noël (Mickey's Once Upon a Christmas)
- 2000 : Mickey Mania (Mickey Mouse Works) (série télévisée)
- 2001-2002 : Disney's tous en boîte (Disney's House of Mouse) (série télévisée)
- 2006-2013 : La Maison de Mickey (Mickey Mouse Clubhouse) (série télévisée)
- 2018 : Mickey Mouse (série télévisée)
- 2017-En cours : Mickey et ses amis : Top Départ ! (Mickey Mouse Mixed-Up Adventures) (série télévisée)
- 2020-En cours : Le Monde Merveilleux de Mickey (The Wonderful World of Mickey Mouse) (série télévisée)

## Jojo Mouse: un des neveux de Mickey
Jojo Mouse, frère de Michou, est prénommé en anglais Morty, le diminutif de Mortimer.